# Topsfield (Massachusetts)
Topsfield es un pueblo ubicado en el condado de Essex en el estado estadounidense de Massachusetts. En el Censo de 2010 tenía una población de 6.085 habitantes y una densidad poblacional de 183,26 personas por km².

## Geografía
Topsfield se encuentra ubicado en las coordenadas 42°38′29″N 70°56′36″O / 42.64139, -70.94333. Según la Oficina del Censo de los Estados Unidos, Topsfield tiene una superficie total de 33.2 km², de la cual 30.88 km² corresponden a tierra firme y (7%) 2.33 km² es agua.

## Demografía
Según el censo de 2010, había 6.085 personas residiendo en Topsfield. La densidad de población era de 183,26 hab./km². De los 6.085 habitantes, Topsfield estaba compuesto por el 96.78% blancos, el 0.51% eran afroamericanos, el 0.08% eran amerindios, el 1.27% eran asiáticos, el 0% eran isleños del Pacífico, el 0.28% eran de otras razas y el 1.08% pertenecían a dos o más razas. Del total de la población el 1.84% eran hispanos o latinos de cualquier raza.